# IBooks Author
iBooks Author é um programa de autoração de livros digitais produzido pela empresa Apple Inc.. Documentos criados através do programa podem ser exportados como arquivos no formato PDF ou publicados para a loja de livros da iBooks. O programa foi lançado no dia 19 de janeiro de 2012 em um evento especial dedicado ao setor educacional, que ocorreu na cidade de Nova Iorque. Neste evento, foram apresentados, além do iBooks Author, a segunda versão do aplicativo iBooks para dispositivos que rodam o sistema iOS; e o lançamento do aplicativo iTunes U. O iBooks Author é disponibilizado para download sem custos através da loja de aplicativos da Apple.

## Versões
- iBooks Author 1.0: lançado em 19 de janeiro de 2012;
- iBooks Author 2.0: lançado em 23 de outubro de 2012.

## Idiomas suportados
O iBooks Author está disponível até o presente momento nos seguintes idiomas: inglês, chinês, tcheco, dinamarquês, neerlandês, finlandês, francês, alemão, húngaro, italiano, japonês, coreano, norueguês, polonês, português, russo, espanhol, sueco e turco, totalizando 19 idiomas.

## Ligações Externas
- Página oficial (site da Apple no Brasil)
- Página oficial (site da Apple em Portugal)
- Página do aplicativo na Mac App Store do Brasil
- Página do aplicativo na Mac App Store de Portugal